# Château d'Auvers
Pour l’article homonyme, voir Château d'Auvers (Manche).
 (décembre 2012).
Si vous disposez d'ouvrages ou d'articles de référence ou si vous connaissez des sites web de qualité traitant du thème abordé ici, merci de compléter l'article en donnant les références utiles à sa vérifiabilité et en les liant à la section « Notes et références ».
Le château d'Auvers (ou château de Leyrit : orthographié parfois Léry) est un édifice du XVIIe siècle, situé à Auvers-sur-Oise, dans le Val-d'Oise.

## Historique

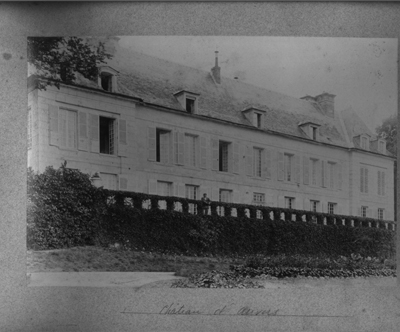
Le château dans les années 1880.

Le château d'Auvers a été construit en 1635 par un banquier italien, Zaboni Lioni, de la suite de Marie de Médicis. À la fin du siècle, il devient la propriété de Jean de Leyrit, conseiller du Roi, qui transforme le pavillon à l’italienne en un château à la française. Jean de Leyrit est à la fois conseiller, maître d'hôtel du roi, et trésorier général de France. Le domaine est érigé en fief.
En 1720, le château appartient à la famille d'Espremenil. En 1756, le château subit une transformation complète. La façade nord de style Louis XIII est maintenue, mais au sud, on y adjoint deux pavillons supplémentaires. En 1765, il est revendu au prince Louis François de Bourbon-Conti, qui n'y séjourne qu'en de rares occasions et essentiellement lors de chasses. La seule trace qu'il ait laissée est son monogramme sur le nymphée. Par la suite, les propriétaires changent plusieurs fois et les bâtiments se dégradent. En 1890, le château inspirera à Vincent van Gogh un tableau connu : Le château d’Auvers au coucher du soleil.
Le conseil général du Val-d'Oise rachète en 1987 l'ensemble du site et le restaure entièrement. Par arrêté du 23 juillet 1997, les façades et toitures du château ; le vestibule d'entrée ; la cage d'escalier avec son escalier et sa rampe ; et l'ensemble du parc sont inscrits au titre de monuments historiques. La façade sud et les jardins à la française seront entièrement redessinés d'après une gravure du XVIIIe siècle, avec ses broderies de buis et ses fontaines.
Le château ouvre ses portes en mai 1994 comme centre d'interprétation de l'art. Il y est présenté un projet original innovant : le parcours-spectacle : « Voyage au Temps des Impressionnistes », conçu et réalisé par Jean Saint-Bris. Il s'agit de présenter la société de la seconde moitié du XIXe siècle afin de faire comprendre au public comment celle-ci a influencé les pratiques artistiques et a vu naître ce qui sera plus tard le mouvement impressionniste. Il s'agit donc d'un voyage à travers des décors reconstitués, des œuvres projetées, accompagnés de dialogues et de musiques qui restituent l'ambiance de l'époque. En effet, Auvers-sur-Oise fut l'une des scènes de la naissance de l’Impressionnisme. Charles-François Daubigny, précurseur de l’Impressionnisme ancre son bateau atelier devant Auvers, bientôt rejoint par Corot, Pissarro, et Cézanne, Van Gogh immortalisera définitivement ce village.

## Description

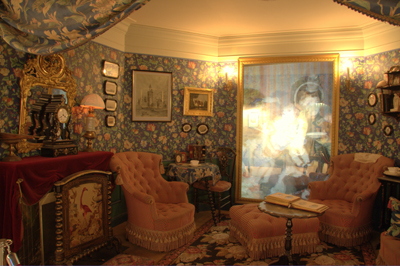
Le Parcours-spectacle: La vie bourgeoise.

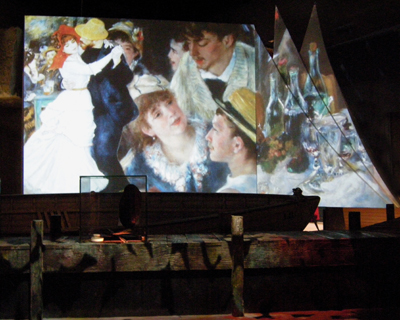
Le Parcours-spectacle : L'inspiration au bord de l'eau.

### Voyage au temps des Impressionnistes (1994-2017)
De 1994 à 2017, le château propose au grand public un spectacle scénique muséologique, consistant en la projection d'images se superposant à des décors reconstitués. Il doit permettre d’apprendre et de comprendre en se divertissant. La projection de tableaux ou détails de tableaux dans des décors d'intérieur et d'extérieur, accompagnée de musique, de bruitage et de commentaires, doit immerger le visiteur dans la vie quotidienne de l’époque. La peinture impressionniste est figurative, elle met en scène les lieux de la vie quotidienne, depuis Paris, point de départ du voyage, jusqu'à la campagne, dont Auvers-sur-Oise devient le lieu emblématique. Le public traverse ainsi tour à tour, le Paris d'Haussmann, les cabarets parisiens, les guinguettes au bord de l'eau et prend finalement le train à vapeur pour la campagne et les plages normandes. Le département n'est pas oublié, avec mise en scène des paysages immortalisés par les peintres, les gares, les lieux de travail et autres témoins de l'époque des impressionnistes.
La prédominance de la projection fait écho à la naissance d’une véritable civilisation de l’image (photos, cinémas, cartes postales à la fin du XIXe siècle). La technique est inspirée de celle mise au point pour l'exposition « Cité Ciné » à la grande halle de la Villette. Fréquenté chaque année par plusieurs milliers de visiteurs, le parcours-spectacle « Voyage au Temps des Impressionnistes », traduit en neuf langues, est un hommage aux peintres de la seconde moitié du XIXe siècle. C'est aussi à la fois un projet promotionnel au service de l'image du Val-d'Oise afin de renforcer la notoriété de ce jeune département, ainsi qu'un concept mobilisateur complémentaire des musées et des lieux de vie comme Giverny ou l'auberge Ravoux. En effet, pour le cabinet Saint-Bris, l'histoire du château de Léry n'est pas assez dense et assez porteuse pour servir à elle seule de base à un projet. Le succès du projet ne repose pas sur la seule mise en œuvre du parcours-spectacle, mais également sur une déclinaison de la thématique dans les jardins et le parc du château d'Auvers.

### Vision impressionniste (depuis 2017)
Après d'importants travaux, le château a rouvert ses portes et propose depuis octobre 2017 un parcours permanent d'exposition autour de l'Impressionnisme, des origines à nos jours. Le parcours « Vision impressionniste, naissance et descendance » permet de s'immerger au cœur de la période impressionniste à l'aide du numérique.

### Événements
En plus de son exposition permanente, le château d’Auvers-sur-Oise organise chaque année plusieurs rendez-vous autour du thème des impressionnistes et de leur époque :
- La nuit des musées, qui se déroule chaque année à la mi-mai. Pour venir explorer le château à la lumière des chandeliers et découvrir les artistes d’hier et d’aujourd’hui.
- « Rendez-vous aux jardins » qui se déroule chaque 1er week-end du mois de juin.
- « Les Journées européennes du Patrimoine » qui se déroulent chaque 3ème week-end du mois de septembre.

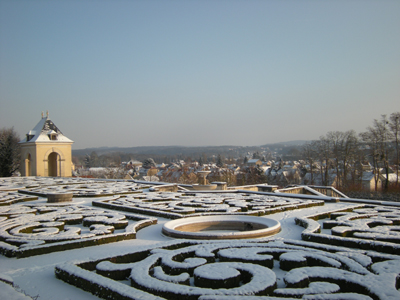
Jardins à la française sous la neige.
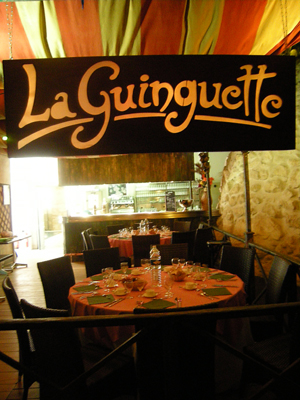
La Guinguette de Printemps.
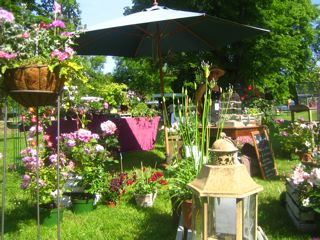
Les Irisiades 2009.
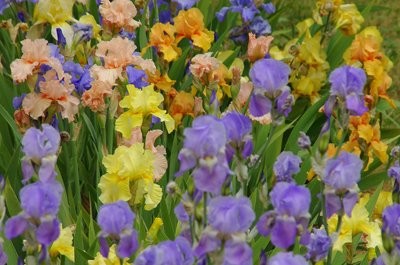
Les iris du château.
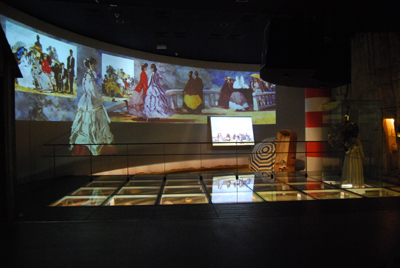
Le Parcours-spectacle : Les œuvres projetées.